# بيت اسكندر (جبلة)

تعديل مصدري - تعديل

بيت اسكندر محلة تابعة لقرية شعفات، التابعة لعزلة الشراعي بمديرية جبلة إحدى مديريات محافظة إب في الجمهورية اليمنية، بلغ تعداد سكانها 138 حسب تعداد اليمن لعام 2004.